# Николаенко, Роман Стефанович
Роман Стефанович Николаенко (1918—1944) — советский офицер, участник советско-финской войны 1939—1940 годов, участник Великой Отечественной войны, Герой Советского Союза.

## Биография
Роман Стефанович родился в крестьянской семье на хуторе Солёное Озеро. После его рождения семья перебралась в село Петровское, где он и поступил в школу № 1. После её окончания работал автомехаником.

### Военная карьера
В Красную Армию призван в мае 1939 года (в 20 лет). Попал в танковые войска, механиком-водителем танка Т-26, в 39-й легко-танковой бригаде.
Боевое крещение принял в советско-финской войне 1939—1940 годов, участвуя в боях по прорыву Мялькельского укреплённого района линии Маннергейма в феврале — марте 1940 года.
С 1941 года член ВКП(б).
В Великой Отечественной войне воевал с февраля 1942 года. В 1943 году окончил с отличием Саратовское танковое училище в качестве командира танка Т-34.
С 1944 года участвует в оборонительных боях в Прибалтике (в районе городов Ауце и Добеле) с Курляндской группировкой противника.
Описание подвига:

Командир взвода танков Т-34 гвардии лейтенант Николаенко в бою 26 августа 1944 года на подступах к Риге отразил огнём своего взвода 2 вражеские атаки, уничтожил 6 тяжёлых танков «тигр», 4 противотанковые пушки, более 150 гитлеровцев. Стойко оборонялся, не давая врагу возможности перерезать магистраль Ауце — Бене (Добельский район, Латвия).
Указом Президиума Верховного Совета СССР от 24 марта 1945 года за образцовое выполнение боевых заданий командования на фронте борьбы с немецко-фашистскими захватчиками и проявленные при этом мужество и героизм гвардии лейтенанту Николаенко Роману Стефановичу присвоено звание Героя Советского Союза (посмертно).

## Память
В Бене на могиле установлен надгробный памятник.
На родине героя его имя носит школа, в которой он учился, перед ней установлен обелиск, в школьном музее развёрнута экспозиция, рассказывающая о его жизни. Также в его честь названа улица в городе.

## Галерея

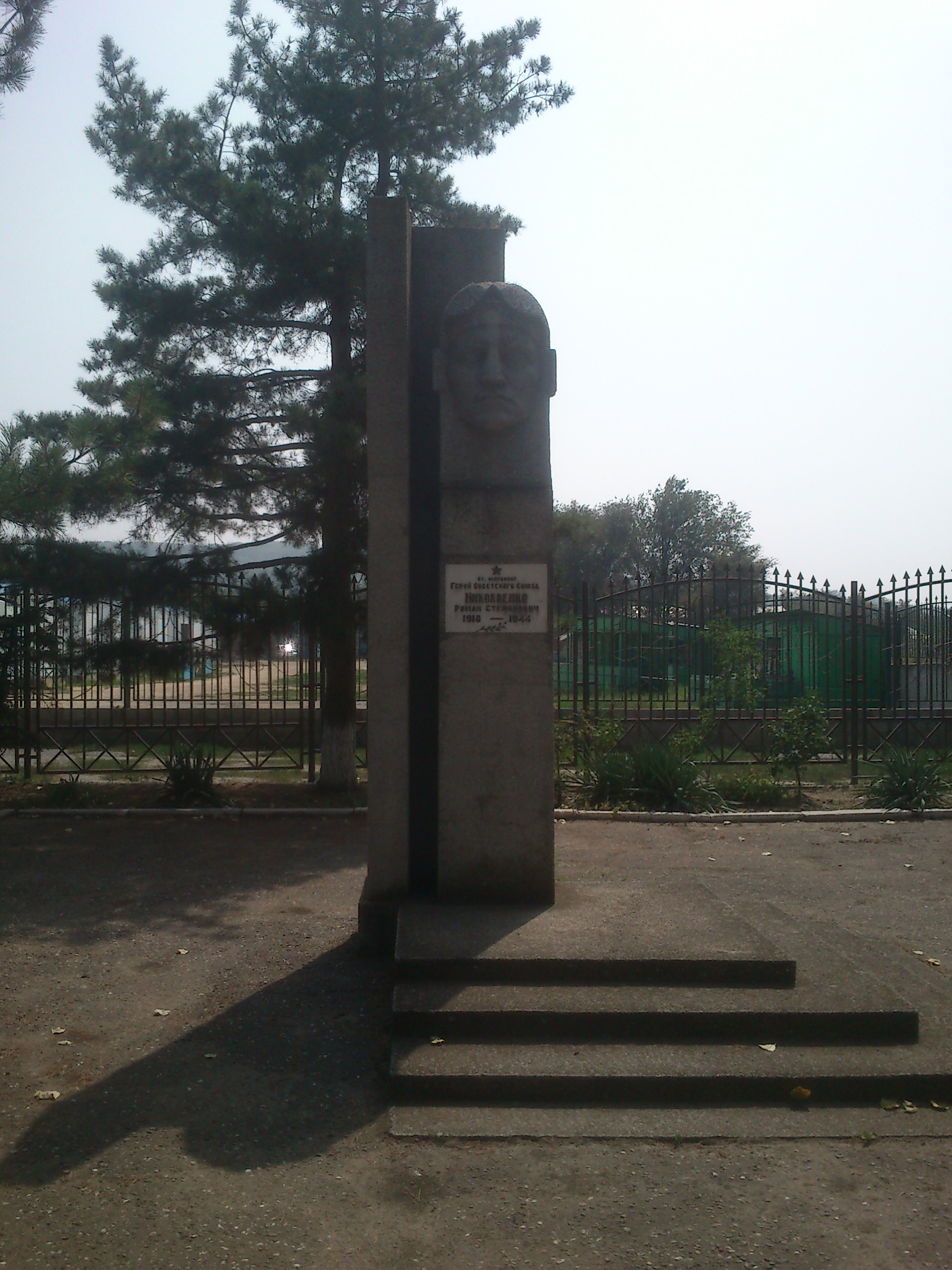
Обелиск в Светлограде
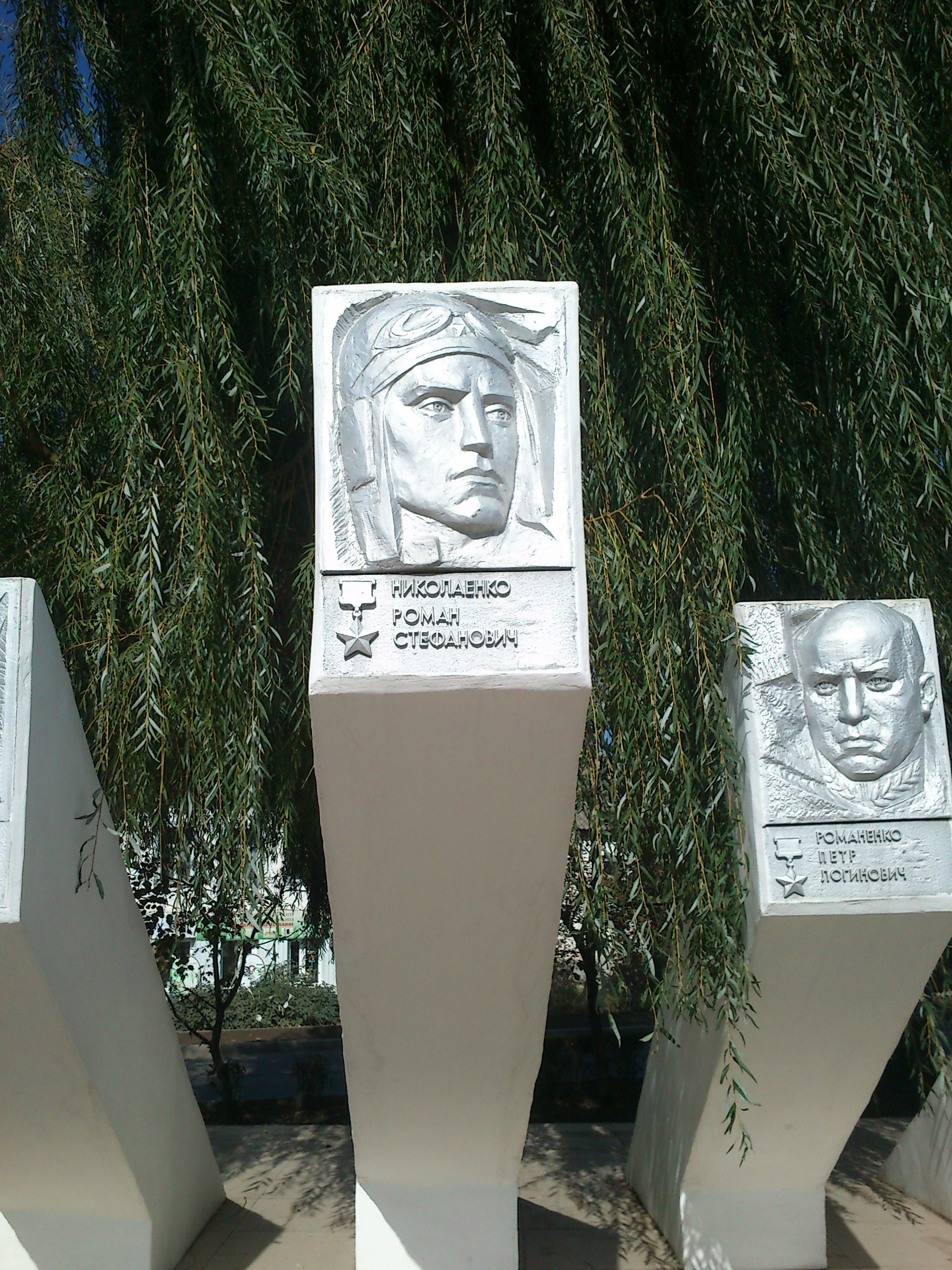
Барельеф на Аллее Славы в Светлограде